# Delikya
Delikya es una variedad cultivar de ciruelo (Prunus domestica), de las denominadas ciruelas europeas.
Una variedad de ciruela obtenida en el antiguo "Kaiser-Wilhelm-Institut für Züchtungsforschung", Müncheberg (Alemania), a partir de semillas sembradas en 1931.
Las frutas son de tamaño mediano, su piel de color base amarillento y sobre color rojo claro recubierta de pruina, fina, blanquecina, sutura con línea visible, y pulpa color amarillo pardo, textura bastante firme y jugosa con un buen sabor.

## Historia
'Delikya' variedad de ciruela obtenida en el antiguo "Kaiser-Wilhelm-Institut für Züchtungsforschung", Müncheberg (Alemania), a partir de semillas sembradas en 1931. Fue nombrado e introducido en los circuitos comerciales en 1960 por el Instituto Max-Planck, Colonia.
'Delikya' está cultivada en la National Fruit Collection (Colección Nacional de Fruta) de Reino Unido, con el número de accesión: 1969 - 035 y nombre de accesión : Delikya. Recibido por "The National Fruit Trials" (Probatorio Nacional de Frutas) en 1969.

## Características
'Delikya' árbol de porte de crecimiento suelto, medio vigor débil. Floración semitardía, autofértil, insensible a la lluvia y las heladas. Cuajado es muy alto, lo que puede dar lugar a alternancia si no se efectúan aclareos. Flor blanca, que tiene un tiempo de floración que comienza a partir del 15 de abril con el 10% de floración, para el 20 de abril tiene una floración completa (80%), y para el 30 de abril tiene un 90% de caída de pétalos.
'Delikya' tiene una talla de tamaño medio de forma oblonga de ovoide, peso promedio de 26.40 g; epidermis tiene una piel de color base amarillento sobre color rojo claro recubierta de pruina, fina, blanquecina, sutura con línea visible, de color algo más oscuro que el fruto. Situada en una depresión muy suave, algo más acentuada junto a cavidad peduncular; pedúnculo de longitud mediano 16.80 mm, calibre medio, leñoso, con escudete muy marcado, muy pubescente, con la cavidad del pedúnculo estrecha, poco profunda, rebajada en la sutura y más levemente en el lado opuesto; pulpa de color amarillo pardo, textura bastante firme y jugosa con un buen sabor.
Hueso semi libre o totalmente libre.
Su tiempo de maduración es semi tardía, alrededor de finales de julio a principios de agosto, con un alto rendimiento, fácil transporte, y se pueden almacenar bien.

## Usos
Se usa comúnmente como postre fresco de mesa que impresiona por su excelente aroma, y una excelente ciruela para preparaciones culinarias.

## Cultivo
Variedad que produce rendimientos extremadamente tempranos, altos y regulares. Cultivada principalmente en Alemania.
Debido al alto rendimiento, se recomienda el raleo de los frutos. Parcialmente autofértil.